# Пушендорф
Пушендорф (нім. Puschendorf) — громада в Німеччині, розташована в землі Баварія. Підпорядковується адміністративному округу Середня Франконія. Входить до складу району Фюрт. 
Площа — 3,40 км2. Населення становить 2319 ос. (станом на 31 грудня 2020).